# 비름과
비름과(--科, 학명: Amaranthaceae 아마란타케아이[*])는 석죽목의 과이다. 약 160속 2,400여 종을 포함한다. APG II 분류 체계에서는 예전에 명아주과(Chenopodiaceae)로 분류하던 종들도 비름과로 분류한다. 명아주과를 포함하기 전에는 65속 900종을 포함했었다.
대부분 초본이지만 종류에 따라서는 관목인 것도 있다. 잎은 어긋나거나 마주나며 턱잎은 없다. 꽃은 대부분 작은 양성화로서, 1개의 포엽과 2개의 작은 포엽에 싸여 있다. 종종 작은 포엽의 겨드랑이에서 가지가 나고 기산꽃차례가 달리며, 거기에서 다시 여러 개가 모여 수상이나 총상 또는 원추상의 꽃차례를 이룬다. 꽃덮이조각은 3-5개이고, 수술은 보통 5개로 꽃덮이조각과 마주난다. 수술대는 아랫부분에서 다소 합쳐져 있거나 거의 다 합쳐진 통 모양이 되고, 또는 꽃밥과 꽃밥 사이에서 꽃잎 모양의 돌기가 나기도 한다. 씨방은 상위로, 2-3개의 심피가 1개의 방을 이루고 있으며, 그 안의 아랫부분에는 1개나 몇 개의 밑씨가 있다. 열매는 견과 또는 액과로, 안에 1개 또는 몇 개의 씨가 들어 있다.

## 하위 분류
- 근대아과(Betoideae Ulbr.)
- 나문재아과(Suaedoideae Ulbr.)
- 댑싸리아과(Camphorosmoideae Luerss.)
- 명아주아과(Chenopodioideae Burnett)
- 비름아과(Amaranthoideae Burnett)
- 수송나물아과(Salsoloideae Raf.)
- 연골초아과(Polycnemoideae Raf.)
- 천일홍아과(Gomphrenoideae Schinz)
- 퉁퉁마디아과(Salicornioideae Luerss.)
- 호모초아과(Corispermoideae Raf.)